# Agustín Rubio, Solosuchiapa
Agustín Rubio är en ort i Mexiko.   Den ligger i kommunen Solosuchiapa och delstaten Chiapas, i den sydöstra delen av landet, 700 km öster om huvudstaden Mexico City. Agustín Rubio ligger 353 meter över havet och antalet invånare är 470.
Terrängen runt Agustín Rubio är bergig åt nordost, men åt sydväst är den kuperad. Agustín Rubio ligger nere i en dal. Runt Agustín Rubio är det ganska tätbefolkat, med 72 invånare per kvadratkilometer. Närmaste större samhälle är Ixhuatán, 4,6 km söder om Agustín Rubio. I omgivningarna runt Agustín Rubio växer i huvudsak städsegrön lövskog.